# Ивана Јандрић
Ивана Јандрић (27. јун 1993) бивша је српска репрезентативка у самбоу.

## Каријера
Пре самба, неколико година је практиковала џудо, а такође је студирала на Филозофском факултету у Новом Саду.
На Европским играма 2015. освојила је злато савладавши у финалу Волгу Намазаву. На наредним играма 2019. је од исте противнице изгубила борбу за треће место.
Након играчке, посветила се тренерској каријери.